# Blaublitz Akita
Blaublitz Akita (japonsky ブラウブリッツ秋田) je japonský fotbalový klub z města Akita hrající v J2 League. Klub byl založen v roce 1965 pod názvem TDK SC. V roce 2014 se připojili do J.League, profesionální japonské fotbalové ligy. Svá domácí utkání hraje na Soyu Stadium.